# Droga wojewódzka nr 911
Droga wojewódzka nr 911 (DW911) – droga wojewódzka w województwie śląskim o długości ok. 9,5 km łącząca Bytom ze Świerklańcem. Jej fragment stanowi element obwodnicy Bytomia i Północnej Obwodnicy Górnośląskiego Okręgu Przemysłowego. Nie licząc autostrady A1, jest główną drogą dojazdową do lotniska Katowice w Pyrzowicach dla mieszkańców Bytomia.
Na całym odcinku znajdującym się na terenie Bytomia DW 911 jest częściowo bezkolizyjna i ma po dwie dwupasmowe jezdnie w każdym kierunku (oraz w niektórych fragmentach dodatkowo pas awaryjny). Na terenie Piekar Śląskich do węzła autostradowego (węzeł drogowy typu WB) również jest drogą dwujezdniową o dwóch pasach ruchu, natomiast w pozostałej części trasa ma jedną jezdnię i skrzyżowania jednopoziomowe, kolizyjne. W Bytomiu nosi nazwę Alei Jana Pawła II. W Piekarach Śląskich nie ma oficjalnej nazwy, choć zwyczajowo nazywana jest Obwodnicą Zachodnią bądź Obwodową. W Orzechu ma nazwę ul. Bytomska natomiast w Świerklańcu - ul. Radzionkowska. Na terenie Piekar Śląskich z DW 911 można podziwiać Kopiec Wyzwolenia.
W 2011 roku wykonawca autostrady A1 na odcinku Piekary Śląskie–Pyrzowice przystąpił w Piekarach Śląskich do przebudowy skrzyżowania DW 911 z ulicą Bytomską wobec konieczności włączenia w ciąg DW 911 węzła autostrady A1.
22 grudnia 2011 roku oddano do użytku przebudowane skrzyżowanie DW 911 z ulicą Bytomską. Dotychczasowe skrzyżowanie z sygnalizacją świetlną zastąpione zostało węzłem drogowym typu WB - powstała estakada tranzytowa którą odbywa się główny ruch, a pod nią skrzyżowanie w postaci ronda, stanowiące również część wjazdu/zjazdu na autostradę A1 (węzeł Piekary Śląskie). Sam Węzeł Piekary Śląskie został dopuszczony do ruchu 1 czerwca 2012 r. Na przełomie listopada i grudnia 2012 r. Miejski Zarząd Dróg i Mostów w Bytomiu przeprowadził modernizację skrzyżowania DW911 (Alei Jana Pawła II) i ul. Kędzierzyńskiej wprowadzając sygnalizację świetlną. Montaż sygnalizacji ma na celu zarówno poprawę bezpieczeństwa na tym skrzyżowaniu jak również upłynnienie ruchu pojazdów jadących ul. Kędzierzyńską z Bytomia w stronę Piekar Śląskich.
W przyszłości DW 911 ma zostać połączona z obwodnicą Chorzowa na odcinku bytomskim. Kontynuacją ma być trasa do granicy w Czechach z autostradą D1.
W 2016 zadecydowano, iż droga ekspresowa S11 będzie łączyła się z autostradą A1 w miejscu obecnego węzła drogi wojewódzkiej 911 z tą autostradą.

## Miejscowości leżące przy trasie DW911
- Bytom (DK79, DK94)
- Piekary Śląskie
- Radzionków
- Orzech
- Świerklaniec (DK78)